# دیوید کوهل
دیوید کوهل (به انگلیسی: David E. Kuhl) یکی از بنیان‌گذاران فناوری علوم فیزیک پزشکی است.
او و گروه همراهش در دانشگاه یو سی ال ای توانستند برای نخستین بار دانش بکارگیری از اسپکت را به نمایش بگذارند.